# Wes Scantlin
 (juillet 2024).
Wes Scantlin est le chanteur et guitariste du groupe de rock Puddle of Mudd, un des groupes les plus connus du mouvement post-grunge. Il a un fils né en 1997 et est le cousin de Melana Scantlin. 

## Carrière
Scantlin est chanteur, guitariste et meneur du groupe post-grunge Puddle of Mudd. Le groupe a fait ses débuts avec l'album Stuck. En suite, en 97, ils sortent un deuxième album, intitulé Abrasive. À ce jour, ils ont sorti 8 albums dont le plus récent, Welcome to Galvania.
Les gens le comparent souvent à la star de la WWE Adam Copeland, dit Edge, pour leur ressemblance physique[pertinence contestée].
Il est également ami avec Jimmy Page.